# Flora Virginica
Flora Virginica (abreviado Fl. Virgin., ed. 2) es un libro con ilustraciones y descripciones botánicas que fue escrito por el botánico holandés Johan Frederik Gronovius y publicado el año 1762 con el nombre de Flora Virginica ... quas Nobilissimus vir D. D. Johannes Claytonus ... Virginia... Edition 2.